# Museu da Tecnologia de Viena
O Museu da Tecnologia de Viena (em alemão:  Technisches Museum Wien) está localizado em Viena , Áustria, no distrito de Penzing, na Mariahilferstraße 212.
A decisão de estabelecer um museu da tecnologia foi tomada em 1908, e a construção do edifício iniciou em 1909. Em 20 de junho de 1909 o imperador Francisco José I da Áustria colocou a pedra inaugural. O museu foi aberto em 1918.

## Galeria

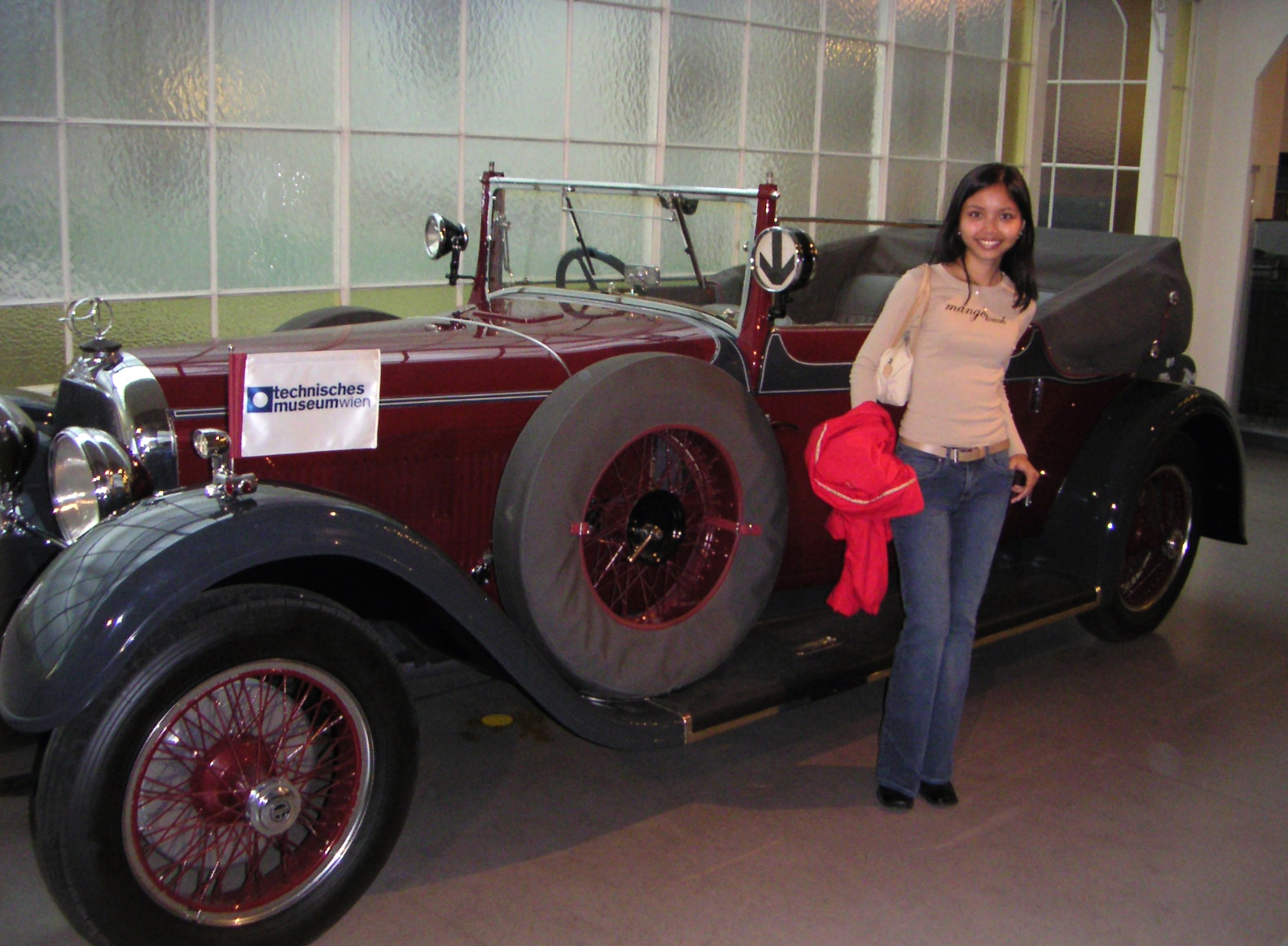
Austro-Daimler
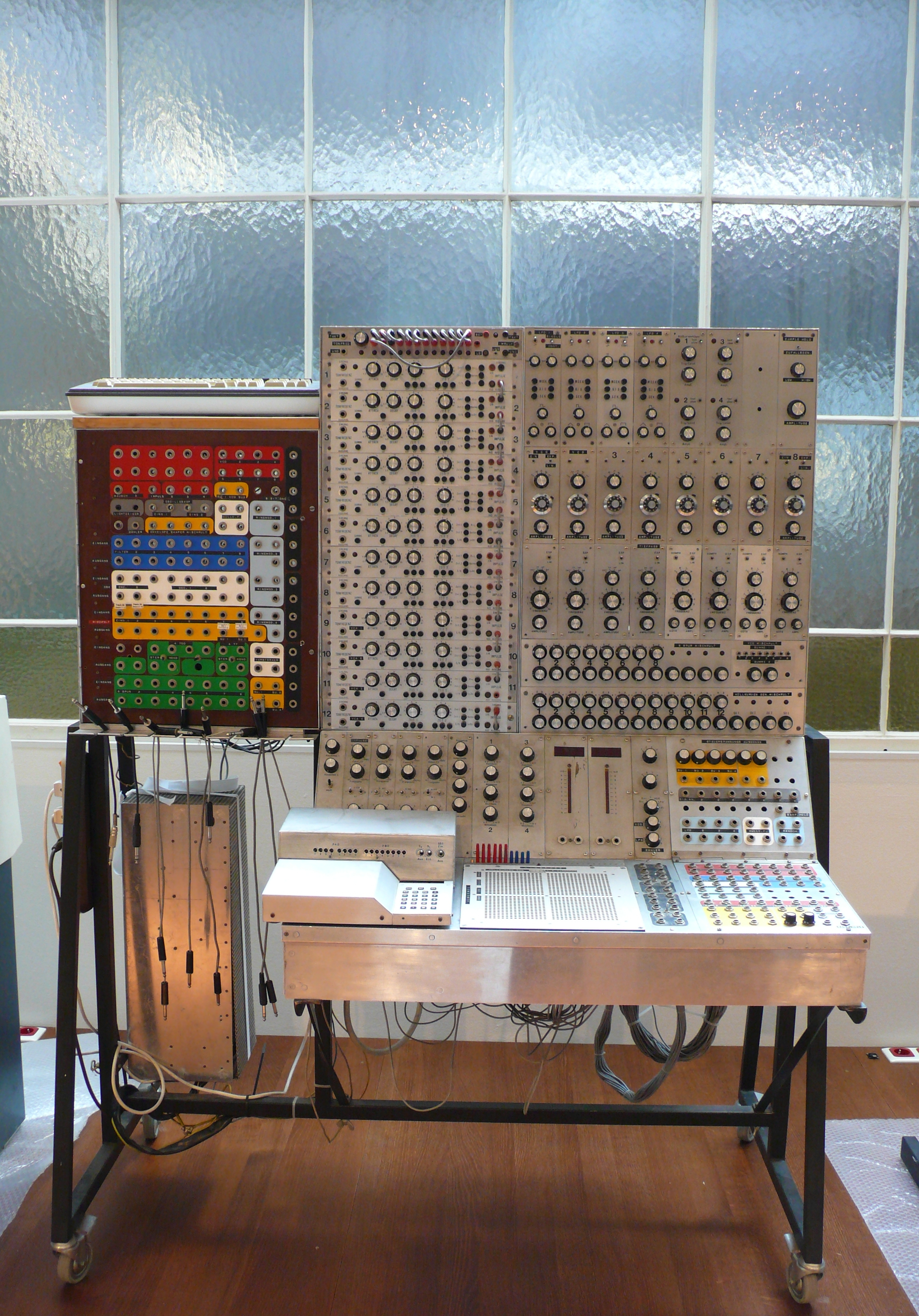
Sintetizador
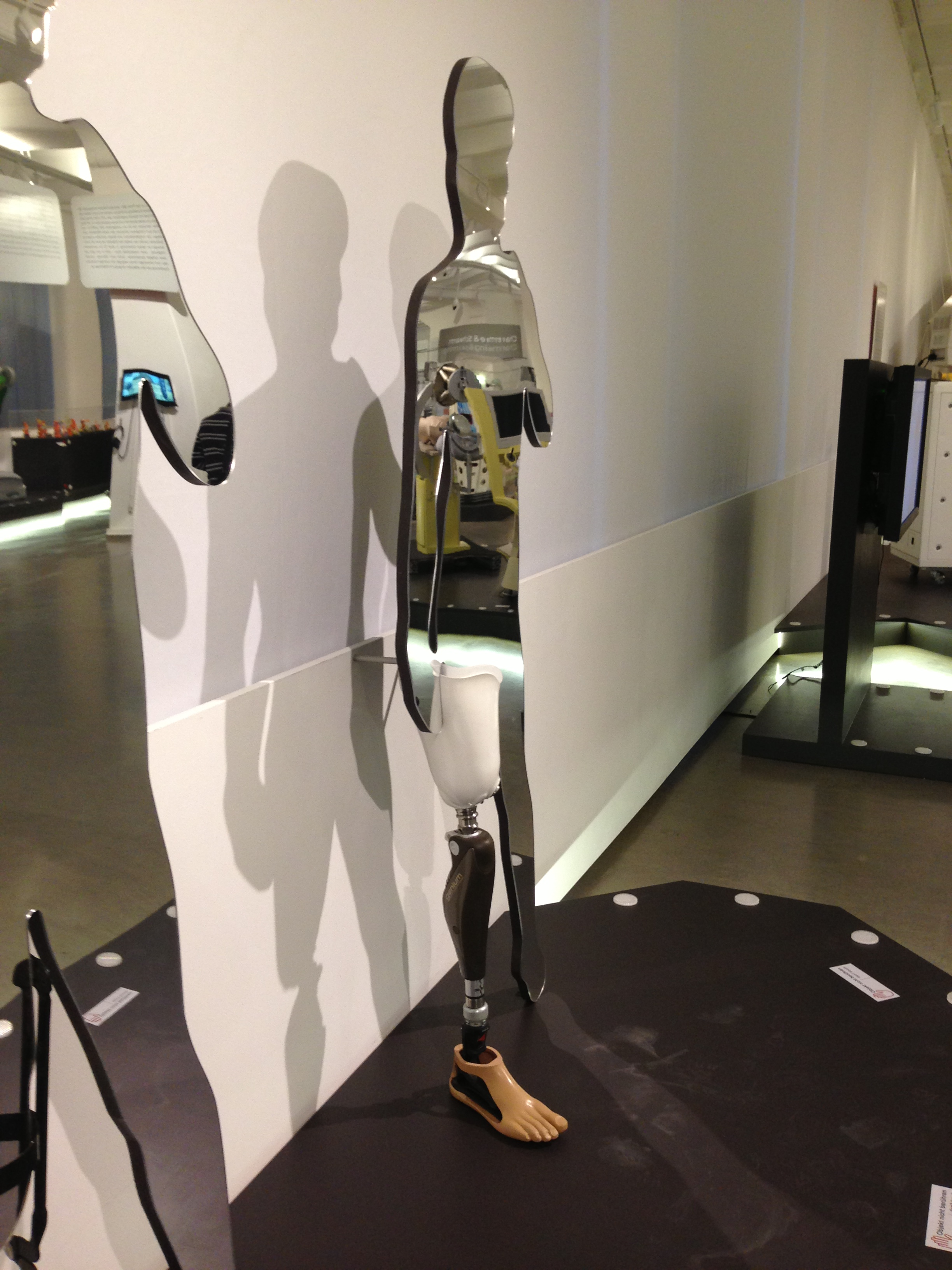
Prótese Ottobock